# Steevy Gustave
Steevy Gustave, né le 5 février 1970 à Arpajon (Essonne), est un danseur, producteur artistique et homme politique français élu député de l'Assemblée nationale en juillet 2024 dans la troisième circonscription de l'Essonne.

## Biographie
Fils d'un militaire, Steevy Gustave passe son enfance au Tchad puis à Djibouti, où son père, martiniquais, trouve la mort en 1983 alors qu'il servait la France, laissant une veuve de 36 ans et cinq enfants ; à 13 ans, il retourne vivre avec sa famille à Brétigny-sur-Orge. Steevy Gustave devient alors pupille de la Nation.
Passionné par la danse, il se lance dans le hip-hop. Cette passion le conduira à participer au championnat d'Europe en 1989,. Il anime à l’époque une association de danse hip-hop à Brétigny-sur-Orge. 
En 1993, il rencontre France Gall lors d'un repérage au théâtre Mogador à Paris, il est pendant une dizaine d'années l’un de ses danseurs et son chorégraphe.
Durant la période 2007-2014, Steevy Gustave produit et assure la programmation de nombreux événements artistiques.
En 2019, il crée son entreprise événementielle Labelife Events SAS,.
Il est père de deux filles.

### Parcours politique
Engagé à SOS Racisme, il est approché en 1995 pour faire partie d'une liste de gauche pour les élections municipales de sa commune, Brétigny-sur-Orge. Il se lance dans l'aventure, mais fait immédiatement face à des attaques racistes. Dans un livre, le maire Jean de Boishue (RPR) s'en prend à son père sous les traits d'un personnage fictif, Tom — référence à l'oncle Tom. Le maire sortant sera réélu mais condamné par le tribunal correctionnel de Paris pour « complicité de diffamation raciale ».
Steevy Gustave entre en 2001 au conseil municipal de Brétigny-sur-Orge. De 2008 à 2014, il est adjoint au maire Bernard Decaux (Parti socialiste).
En 2015, la ministre de la Justice Christiane Taubira l'intègre dans son cabinet. Il est « chargé de mission pour les personnes placées sous main de justice », soit permettre l'accès à la culture pour les détenus.
En 2020, il se présente à l'élection municipale de Brétigny-sur-Orge mais est battu au second tour par le maire sortant Nicolas Méary. Steevy Gustave devient le chef de l'opposition municipale. Peu avant les élections, des individus s'introduisent chez lui pour taguer sur ses murs : « Sale négro, tu ne seras pas maire. »

## Candidatures comme député
Steevy Gustave se présente pour la première fois comme député dans la troisième circonscription de l'Essonne en 2012 comme candidat d'Europe Écologie Les Verts. Il déclare alors au Parisien : « Je suis métis et je trouve que, visuellement parlant, les bancs de l'Assemblée comme ceux du conseil général ne ressemblent pas suffisamment aux bancs des écoles de l'Essonne. Je ne demande pas que l'on désigne des gens colorés parce qu'ils sont colorés, mais, dans le département, on ne va pas me faire croire qu'on est si peu à s'investir. Les Français ne sont pas racistes, ce sont les instances dirigeantes qui le sont. » Des propos qui ont agacé la gauche essonnienne. Il arrive en troisième position au premier tour avec 7,62 % des voix.
Il se représente en 2022 sous l'étiquette Nupés et arrive en tête au premier tour avec 28,72 % de voix mais est battu au second tour avec 48,82 % des voix face à Alexis Izard, LREM (ENS).
De nouveau candidat en 2024 sous l'étiquette Nouveau Front populaire, il arrive en deuxième position au premier tour avec 30,91 % des voix et est élu au second tour, après le désistement d'Alexis Izard distancé de quelque six cents voix, avec 56,71 % des voix face au candidat du Rassemblement national Stefan Milosevic (45,47 % des voix),.

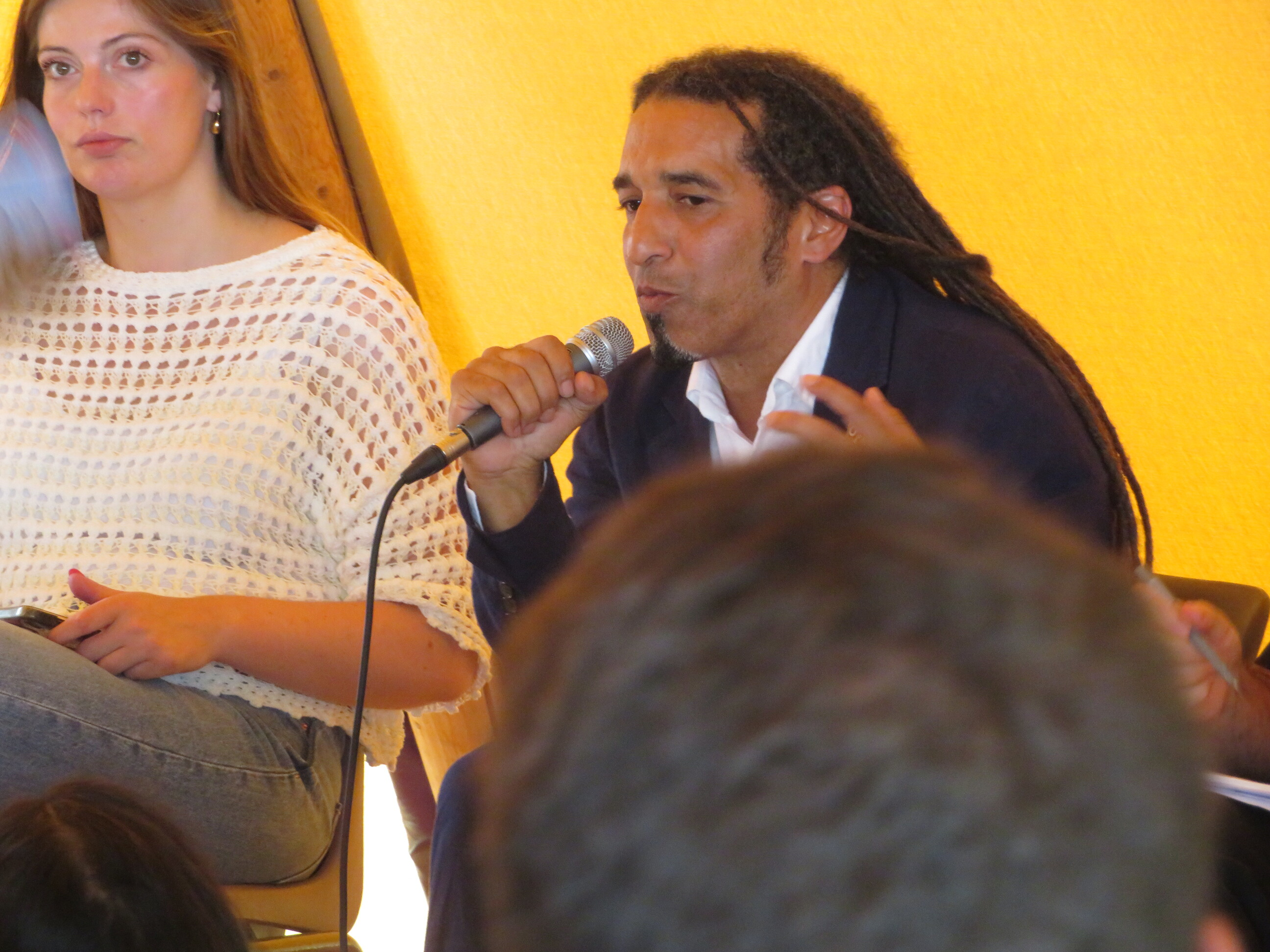
Steevy Gustave aux Journées d'été des Écologistes 2024.

Le 9 juillet 2024, il est pris à partie par un autre député avec des propos racistes, qui lui reproche particulièrement ses dreadlocks,. À l'Assemblée, il siège dans la commission des affaires culturelles et de l'éducation.

## Synthèse des résultats électoraux

### Élections législatives
| Année | Parti  | Parti  | Circonscription | 1er tour | 1er tour | 1er tour | 2d tour | 2d tour | 2d tour | Issue |
| Année | Parti  | Parti  | Circonscription | Voix     | %        | Rang     | Voix    | %       | Rang    | Issue |
| ----- | ------ | ------ | --------------- | -------- | -------- | -------- | ------- | ------- | ------- | ----- |
| 2012  |        | EELV   | 3e de l'Essonne | 4 105    | 7,62     | 4e       |         |         |         | Battu |
| 2022  | 13 941 | EELV   | 3e de l'Essonne | 28,72    | 1er      | 21 659   | 48,82   | 2e      | Battu   |       |
| 2024  | LÉ     | 20 874 | 3e de l'Essonne | 30,91    | 2e       | 35 365   | 56,71   | 1er     | Élu     |       |

## Détail des fonctions et mandats

### Mandats électifs
- Depuis le 8 juillet 2024 : député de la 3e circonscription de l'Essonne

## Production et programmation artistiques
- 2007 : Touche pas à mon ADN (SOS Racisme, Libération, Charlie Hebdo) au Zénith de Paris avec Renaud, Adjani, Carla Bruni, Stomy Bugsy[17]…
- De 2007 à 2012 Rire ensemble contre le racisme (partenariat UEJF), France 2, avec Gad, Kev Adams, Foresti, Boujenah, Arthur, Kavanah[18]...
- 2010 : Concert Music Breaks Walls (UEJF, SOS Racisme et Coalition for Justice), Zougdidi (Géorgie), pour soutenir les populations déplacées d’Abkhazie et d’Ossétie du Sud (75 000 personnes) avec Youssou N'Dour, MC Solaar, Jane Birkin[19]
- 2010 : Touche pas à ma nation (SOS Racisme, Libération, La Règle du jeu) au théâtre du Châtelet avec Ridan, Grace, Jeanne Moreau[20],[21]...
- 2011 : Concert pour l’égalité 14 juillet (Direct Star, France 2) au Champ-de-Mars (1 200 000 personnes) avec (Yannick Noah, Nolwenn Leroy, Bénabar, Bic Ali..)[22],[23],[24],[25]
- 2013 : Concert pour tous, partenariat Inter-LGBT, place de la Bastille (35 000 personnes) avec Mika, Mademoiselle K, Les Lascars gays[26],[27],[28],[29],[30]…
- 2013 : Concert Droit de vote des étrangers (LDH, SOS racisme, UNEF) place de la Bastille (25 000 personnes) avec Tiken Jah Fakoly, Nèg' Marrons, HK et Les Saltimbanks…)
- 2013 : Concert pour la tolérance à Agadir (130 000 personnes) avec Rohff, Bernard Lavilliers, Michel Fugain, V V Brown[31]…
- 2013 : Hip hop live hommage à Nelson Mandela au Bataclan avec Sexion d'assaut, Kenza Farah, Oxmo Puccino, Kery James[32]…
- 2014 : Nuit du ramadan, France 2, avec Souad Massi, Idir, Tunisiano, Kenza Farah, HK et Les Saltimbanks, Younes[33]
- 2014 : Concert pour l’UNEF République pour l’égalité avec Mokobé, Idir, Yvan Le Bolloc'h, Pigalle, Sophia Lorenians[34]…
- 2014 : Hip hop live « Stop Ébola » Action contre la faim, diffusion sur France Ô et France 2, avec IAM, Médine, Youssoupha, Ärsenik[35],[36]…